# Norman I. Platnick

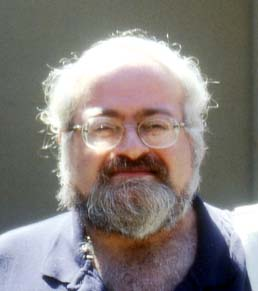
Norman I. Platnick

Norman Ira Platnick (* 30. Dezember 1951 in Bluefield, West Virginia; † 8. April 2020 in Philadelphia) war ein US-amerikanischer Arachnologe und Kurator der Abteilung Zoologie der Wirbellosen des American Museum of Natural History (AMNH). Er promovierte 1973 an der Harvard University und beschrieb Tausende von Spinnentieren aus der ganzen Welt.
Seine Berühmtheit verdankt er auch dem World Spider Catalog, den er im Namen des AMNH online aufbaute und betrieb. Der Katalog ist die einzige aktuelle Ressource für beschriebene Spinnenarten. Er ist einzigartig in seinem Anspruch, eine weltweit vollständige Artenliste zu enthalten, die Ergebnisse sämtlicher Arbeiten zu prüfen, zusammenfassen und taxonomisch einzuordnen. Sämtliche bis heute verfassten wissenschaftlichen Beschreibungen und Neubestimmungen sind dort taxonomisch geordnet auffindbar. Für dieses Werk von „unschätzbarem Wert“ wurde er 2007 mit dem Pierre Bonnet Award for Devoted Service to the Advancement of Arachnology der International Society of Arachnology geehrt.
Mit anderen Wissenschaftlern zusammen arbeitete er außerdem an einem bildbasierten Bestimmungssystem, SPIDA-web. Der Atlas of phylogenetic data for entelegyne spiders entstand in Zusammenarbeit mit Griswold, Ramírez und Coddington.
Als Professor unterrichtete er seit 1978 an der City University of New York und seit 1988 an der Cornell University. An der Columbia University war er als Senior Research Scientist im Center for Environmental Research and Conservation seit 1999 tätig.

## Forschungen
Seine Doktorarbeit „A Revision of the North American Spiders of the Family Anyphaenidae“ stellte er 1973 vor.
Sein Fokus lag insbesondere auf den bodenbewohnenden Gnaphosiden Australasiens. Zusammen mit zwei weiteren Partnern hat er Monographien zu australasiatischen Vertretern von sieben Familien verfasst. Zu Beginn der Arbeit über Lamponiden schätzte man, dass die bis dahin 17 beschriebenen Arten der einzigen Gattung Lampona 20 % der Familie Lamponidae darstellten. Tatsächlich jedoch fand das Team 171 weitere Arten, die sie in 22 Gattungen in zwei Subfamilien ordneten. Die Monographie der Lamponidae umfasst gedruckt 330 Seiten und ist auch im Internet abrufbar; die Familie gilt seitdem als die artenreichste Spinnenfamilie Australiens.
Bis Ende 2011 wollte er ein von der National Science Foundation mit über 2 Mio. $ unterstütztes Forschungsvorhaben im Rahmen des Planetary Biodiversity Inventory zur Beschreibung der Oonopidae-Angehörigen beenden. 30 Arachnologen sind daran beteiligt. Man schätzt, dass es statt der bisher beschriebenen 500 Arten weltweit 2.500 Arten mit sehr kleinen Verbreitungsgebieten gibt, über die nichts bekannt ist. Durch die Arbeit werden außerdem Erkenntnisse erwartet, die nicht nur dem Schutz der Arten dienen, sondern auch für die historische biogeographische Entwicklung der Erde Aufschluss geben.
Des Weiteren verfasste er eine Vielzahl von Veröffentlichungen mit anderen Arachnologen zusammen, darunter nicht nur Beiträge über Echte Webspinnen, sondern auch über Vogelspinnenartige und Kapuzenspinnen sowie über Taxonomie mittels DNA-Analyse.